# Ниицян
Ниицян (калм. Ниицән) — посёлок в Яшкульском районе Калмыкии, в составе Чилгирского сельского муниципального образования. Ниицян расположен в 10 км к северо-востоку от посёлка Чилгир.
Население — 82 человека (2010).

## Название
Название посёлка (калм. ниицән) переводится как «союз». Помимо написания «Ниицян», ранее также использовалось написание «Ницян»

## История
Дата основания не установлена. Предположительно основан во второй половине XX века. Впервые обозначен на топографической карте 1984 года. К 1989 году в посёлке проживало около 360 жителей. Глубокий финансово-экономический кризис 1990-х привёл к снижению объёмов сельскохозяйственного производства и резкому сокращению численности населения посёлка.

## Физико-географическая характеристика
Посёлок расположен на западе Яшкульского района, в пределах Прикаспийской низменности. Высота местности составляет 4 м ниже уровня моря. Рельеф местности равнинный. К северо-востоку от посёлка находится урочище Каменные колодцы. В 0,8 км к юго-западу от посёлка проходит коллектор Черноземельской оросительно-обводнительной системы.
Расстояние до столицы Калмыкии города Элиста составляет 86 км, до районного центра посёлка Яшкуль — 80 км, до административного центра сельского поселения посёлка Чилгир — 10 км.
Часовой пояс
Ниицян, как и вся Республика Калмыкия, находится в часовой зоне МСК (московское время). Смещение применяемого времени относительно UTC составляет +3:00.

## Население
| 2002 | 2010 |
| ---- | ---- |
| 15   | ↗82  |

Национальный состав
Согласно результатам переписи 2002 года большинство населения посёлка составляли калмыки (60 %) и русские (33 %)
| Национальность | Численность (2010) | Процент |
| -------------- | ------------------ | ------- |
| Калмыки        | 41                 | 48,8%   |
| Чеченцы        | 25                 | 29,8%   |
| Русские        | 11                 | 13,1%   |
| Украинцы       | 4                  | 4,8%    |
| Даргинцы       | 3                  | 3,6%    |
| Всего          | 84                 | 100%    |

## Социальная инфраструктура
Социальная инфраструктура отсутствует. Учреждения культуры (клуб, библиотека и образования (средняя школа, детский сад) расположены в административном центре сельского поселения — посёлке Чилгир. Медицинское обслуживание жителей посёлка обеспечивают офис врача общей практики посёлка Чилгир и Яшкульская центральная районная больница.
Посёлок электрифицирован, но не газифицирован. Центральное водоснабжение отсутствует, водоснабжение жителей посёлка осуществляется посредством привозной воды. Забор воды осуществляется из питьевых бассейнов. Вода храниться в бассейнах емкостью 3—5 м³, расположенных в пределах приусадебных участков. Водоотведение осуществляется за счёт использования выгребных ям.
Подъезд с твёрдым покрытием к посёлку отсутствует.